# نووقولوفکا
نووقولوفکا (به لاتین: Novoqolovka) یک منطقه مسکونی سابق در جمهوری آذربایجان است که در شهرستان جلیل‌آباد واقع شده است.